# 성수진
성수진(1989년 6월 12일 ~ )은 대한민국의 가수이다. 2011년 《K팝스타 시즌 1》에 참가하였으나 탈락하였고, 2012년 《K팝 스타 2》에 다시 참여하여 TOP10을 하였다. 2013년 9월 《황금의 제국》 OST에 참여하였다.

## 학력
- 송정여자중학교 (졸업)
- 김천예술고등학교 음악과 (졸업)
- 서울예술대학교 실용음악과 보컬 전공 전문학사 (졸업)

## TV 방송
- 2012년 SBS 《K팝스타 2》

## 음반
- 2011년 그대가 좋아서
- 2012년 널 사랑하겠어
- 2013년 귀뚜라미
- 2013년 황금의 제국 OST Part 4
- 2014년 Stay
- 2015년 I`m fine
- 2015년 마녀의 성 OST Part 2
- 2017년 코끝이 매운날